# İsmail Galip Bey
İsmail Galip Bey (Istanbul, 1848 - 1895) fou un historiador i numismàtic turc, fill del gran visir İbrahim Edhem Paşa. Era germà de l'historiador Halil Ethem Eldem i d'Osman Hamdi Bey, director del museu imperial; aquest darrer li va encarregar classificar i augmentar la important col·lecció de monedes musulmanes del museu imperial. Va escriure diversos llibres sobre la matèria.